# Cheilolejeunea evansii
Cheilolejeunea evansii là một loài Rêu trong họ Lejeuneaceae. Loài này được (M.S. Taylor) R.M. Schust. mô tả khoa học đầu tiên năm 1980.